# Francisco Inácio Pimentel
 Francisco Inácio Pimentel  (Ilha Terceira, Açores, Portugal — Ilha Terceira, Açores, Portugal) foi um militar português. 
Fez parte do exército libertador aquartelado, no Regimento de Guarnição nº 1, instalado na Fortaleza de São João Baptista, no Monte Brasil, junto à cidade de Angra do Heroísmo.
Foi condecorado com a medalha n.° 6 e morreu como major reformado do exército.